# Лайя, Архелия
Архелия Мерседес Лайя Лопес (исп. Argelia Mercedes Laya López; 10 июля 1926 — 27 ноября 1997) — афровенесуэльский общественный деятель, борец за права женщин и педагог. Боролась за избирательное право для женщин и была одной из первых венесуэлок, которые открыто говорили о праве женщины иметь детей вне брака или сделать аборт. В 1960-х годах она была коммунистической партизанкой, а затем откололась от компартии и участвовала в создании Движения к социализму (МАС). Через эту партию она настаивала на принятии антидискриминационных правил для достижения социально-экономического паритета для рабочих, женщин и меньшинств.

## Ранние годы
Архелия Мерседес Лайя Лопес родилась 10 июля 1926 года на плантации какао в Сан-Хосе-дель-Рио-Чико, штат Миранда, Венесуэла, в семье Росарио Лопес и Педро Марии Лайя. Была третьей из четырёх братьев и сестер  и имела афровенесуэльское происхождение. Её отца, принимавшего участие в вооруженных движениях против диктатора Хуана Висенте Гомеса, несколько раз заключали в тюрьму и, наконец, сослали из Миранды в 1936 году. В том же году он умер, и семья испытывала финансовые трудности. В то время семья переехала в Каракас, где Лайя поступила в нормальную школу. В 1945 году выпустилась с педагогической степенью в возрасте 19 лет. 

## Деятельность
В том же году в результате государственного переворота был свергнут режим президента Исайаса Медины Ангариты, и Лайя направилась в Ла-Гуайру для проведения кампании по ликвидации неграмотности. В 1946 году Лайя стала соучредителем организации Национального союза женщин (исп. Organización de la Unión Nacional de Mujeres) и оставалась секретарем организации до 1958 г. В первые годы преподавания у Лайи был ребенок, и, как незамужнюю мать, её отстранили от работы, обвиняя в «аморальности». Написав письмо протеста министру образования Луису Бельтрану Пьетро Фигероа, она заявила о своем праве не состоять в браке и иметь ребенка. Через несколько месяцев ей разрешили вернуться к преподаванию, но она стала более активно рассказывать о том, как женщины сталкиваются с дискриминацией. Понимая, что не только учительниц отстраняли от работы, но и беременных учащихся не допускали в учебные заведения, Лайя настаивала на реформах, чтобы за всеми гражданами было признано всеобщее право на образование.
Лайя также организовала Женский комитет Патриотического совета (исп. Comité Femenino de la Junta Patriótica). Проводя занятия по психическому здоровью, она выступала за защиту сексуальных и репродуктивных прав женщин, выступая за безопасную беременность. Лайя была одной из первых венесуэльских женщин, выступавших за право на аборт и декриминализацию этой процедуры. Лайя позже стала активно заниматься этими вопросами, когда она была членом правления Венесуэльской ассоциации альтернативного полового воспитания и защиты женщин, подвергшихся насилию. Она стала помощником секретаря Федерации учителей Венесуэлы и активно сотрудничала с советом директоров Ассоциации журналистов и писателей в столице штата Варгас. Лара также была назначена проректором в Народном университете им. Виктора Камехо Оберто.
В 1950-х годах Лайя вступила в Коммунистическую партию Венесуэлы (находящуюся под сильным влиянием Кубинской революции) в противовес президенту Маркосу Пересу Хименесу. Два года спустя она вышла замуж, и впоследствии у нее родилось еще трое детей. В 1959 году она присоединилась к партизанским группам коммунистической партии и была известна как команданте Хасинта. В течение шести лет она участвовала в партизанской деятельности в подполье.
В конце 1960-х она занимала пост вице-президента Первого Конгресса венесуэльских женщин. Выступая за защиту рабочего места, включая отпуск по беременности и родам и центры по уходу за детьми, Конгресс помог сформулировать законы, защищающие здоровье и условия занятости рабочего класса.
В начале 1970-х годов она присоединилась к отколовшейся от коммунистической партии группе, которая сформировала Движение к социализму (МАС). Как одна из основателей, Лайя была первой женщиной, занявшей столь высокий пост в любой из политических партий Венесуэлы. По пути на фестиваль Французской коммунистической партии она посетила страны «соцлагеря» (Венгрию, Румынию, Болгарию и Советский Союз), обнаружив и там проблемы мачизма и неравенства в оплате труда. После 20-летнего стажа в коммунистической партии она стала идентифицировать себя как социалистку, но не коммунистку. Как женский секретарь новой партии, она настаивала на разработке этического кодекса для защиты рабочих, законов, запрещающих насилие в отношении женщин, и нормативных актов, предотвращающих дискриминацию по отношению к афровенесуэльцам и другим меньшинствам, крестьянам и женщинам.
В 1980-е годы Лайя входила в состав Женской консультативной комиссии при президенте республики и была советником Транскультурного института изучения чернокожих женщин. В 1982 году она приняла участие в реформе гражданского кодекса, направленной на устранение дискриминации в процедурах усыновления, чтобы защитить права матери и ребенка. В 1985 году она была выбрана для участия в Третьей Всемирной конференции Организации Объединенных Наций по положению женщин, проходившей в Найроби (Кения) в качестве делегата от Венесуэлы. В течение этого десятилетия она также работала представителем Венесуэлы в Межамериканской комиссии по делам женщин и участвовала в инициативе правительства по охране здоровья женщин.
В 1988 году Лайя безуспешно баллотировалась от МАС на пост губернатора штата Миранда, а два года спустя стала президентом партии. Так она стала первой женщиной и первой из венесуэльцев африканского происхождения на подобном посту. В 1994 году она присутствовала на Первом совещании по обсуждению проблем женщин и образования в Боливии. Там она участвовала в разработке программы по искоренению сексизма через образование. План призывал к тому, чтобы гендерные вопросы стали неотъемлемой частью учебы на протяжении всего образования.

## Смерть и наследие
Лайя умерла 27 ноября 1997 года в Каракасе в возрасте 71 года. По всей Венесуэле существуют программы и стратегии, связанные с гендерным равенством, которые носят ее имя. Некоторые из этих программ существуют в рамках Наветренного территориального политехнического университета и Плана формирования феминисток Школы социалистической подготовки по вопросам гендерного равенства.